# Band on the Run
Band on the Run — третий студийный альбом английской группы Wings (пятый сольный альбом Пола Маккартни), выпущенный 30 ноября 1973 года. Коммерчески наиболее успешный и один из самых известных альбомов группы. CD-версия альбома, после ремастеринга, вышла в 1993 году.
Название альбома совпадает с названием первой композиции в альбоме. В английском выражении «Band on the Run» заключена игра слов: его можно перевести на русский язык как «Банда в бегах» или «Группа (ансамбль) в бегах (движении)». Первый вариант подтверждает обложка, на которой музыканты и приглашённые друзья группы запечатлены в тюремных робах на фоне кирпичной стены, в круге света от полицейского прожектора.
Один из самых продаваемых альбомов 1974 года в Великобритании. Признан многими критиками лучшим альбомом Пола Маккартни. В 2003 году вошёл в список 500 величайших альбомов всех времён по версии журнала Rolling Stone на 418-м месте. По версии New Musical Express, альбом занимает 333-е место среди 500 величайших альбомов всех времён. «Возможно, лучший альбом, выпущенный одним из четверых музыкантов, которые когда-то назывались The Beatles» (музыкальный критик журнала Rolling Stone Джон Ландау, январь 1974 года).

## Предыстория
Закончились 1960-е годы, принёсшие революцию в рок-музыке и завершившиеся распадом группы The Beatles. Первая половина 1970-х в истории рок-музыки — период некоторого затишья, декаданса и возврата интереса к поп-музыке. Музыкальные направления, пользовавшиеся успехом в 1960-е, отходят на второй план. 1972—1973 годы в рок-музыке станут предвестниками появления новых стилей глэм и панк-рока.
1973 год стал очень плодотворным для музыкантов. Вышли такие знаковые для поп- и рок-культуры альбомы, как The Dark Side of the Moon группы Pink Floyd, Goodbye Yellow Brick Road Элтона Джона, Catch a Fire Боба Марли, Made in Japan группы Deep Purple (в США).
В эту эпоху перемен экс-битл Пол Маккартни активно работает, выпускает альбом за альбомом, успешно концертирует, экспериментируя с составом группы. Весну и начало лета 1973 года группа Wings проводит в концертных промотурах по Великобритании, занимаясь раскруткой альбома Red Rose Speedway и сингла «My Love». В июле Маккартни работает над музыкальной темой фильма о Джеймсе Бонде «Live and Let Die» («Живи и дай умереть»). Эта композиция также пользовалась успехом, заняв высокие позиции в чартах. В августе 1973 года начинается работа над музыкой для нового альбома. Группа репетирует в шотландском поместье Пола Маккартни.
Как это часто бывало ещё во времена The Beatles, название альбома и титульной песни появилось из случайной фразы. «If we ever get out of here» (Если мы когда-нибудь выберемся отсюда…) — это слова, которые бросил Джордж Харрисон во время одной из бесконечных бизнес-встреч и тяжб The Beatles из-за разногласий, возникших вокруг лейбла Apple Records. Из этих слов и настроения встречи выросла вся песня с довольно сложным сюжетом.
Желая записаться за пределами Соединённого Королевства, Пол Маккартни попросил EMI прислать ему список всех их международных студий звукозаписи и выбрал для записи недавно открывшуюся студию компании EMI в Лагосе. Новая звукозаписывающая студия на периферии не была так связана жёстким расписанием на месяцы вперёд, и музыканты могли свободно строить рабочий график. Кроме того, музыканты имели возможность несколько отвлечься и получить новые творческие ощущения в экзотическом месте. Однако, хотя в некоторых композициях и звучат африканские мотивы, главным образом композитор и автор слов черпал вдохновение в британской тематике.
За считанные дни до вылета в столицу Нигерии, где уже была арендована студия для записи нового альбома, группу покинули соло-гитарист Генри МакКаллох, поругавшийся с Полом в ходе репетиций, и ударник Дэнни Сейвелл. Пол, потративший три года на отчаянные попытки вернуть себе успех, который он имел во времена «Битлз», был в шоке, но решил не откладывать намеченного.

## Работа над альбомом
Только по прибытии в столицу Нигерии музыканты группы Wings столкнулись с обстоятельствами, о которых они не задумывались в Европе. Прежде всего, в стране было очень неспокойно, здесь только оправились после очередного переворота, и вооружённых людей можно было постоянно встретить на улице. Жаркая и влажная атмосфера тропиков не способствовала высокой производительности труда. Студия, как выяснилось, не была оборудована в должной мере кондиционерами и вентиляцией. У Пола даже случился бронхоспазм, и пришлось прибегнуть к срочной медицинской помощи. Технический уровень звукозаписывающей аппаратуры и квалификация персонала оставляли желать лучшего. Попытки найти замену покинувшим группу среди местного персонала были безуспешны.
Пренебрегая предупреждениями, музыканты гуляли по улицам без охраны. В один из дней на Пола и Линду совершили разбойное нападение грабители. Угрожая ножом, они отняли все ценности и привезённые из Великобритании черновые записи новых композиций.

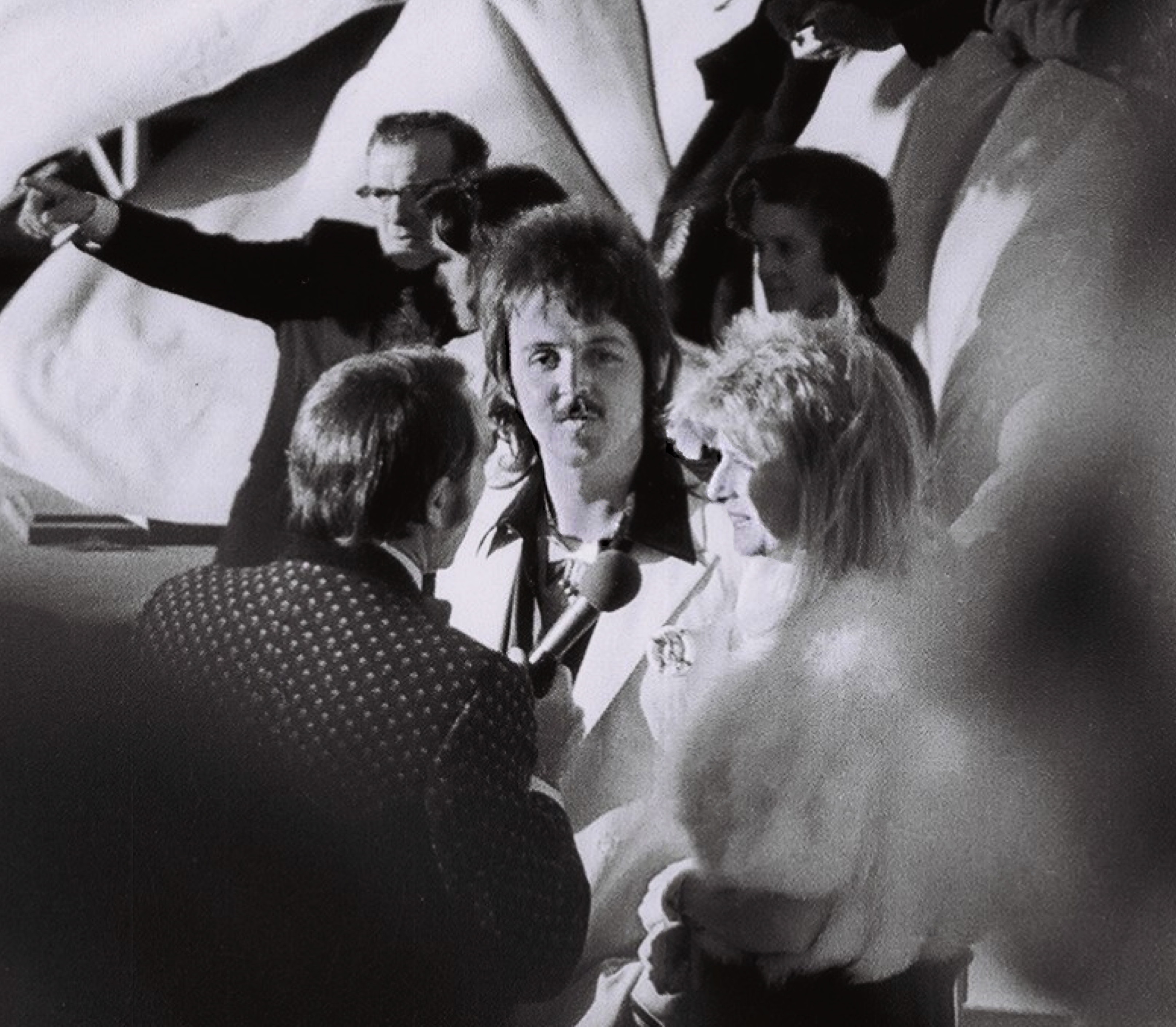
Пол и Линда Маккартни в 1973 году

Как вспоминал Маккартни, «днём я валялся на пляже, спал, а потом всю ночь работал». Работа спорилась. Музыканты, оставшиеся втроём, приняли вызов, брошенный им ушедшими членами группы, — это только подогрело желание справиться с трудной задачей. Все композиции в итоге стали плодом работы Пола, Линды и Денни Лейна. Полу даже пришлось самому исполнить партии ударных. В результате получилось, что альбом был выпущен новым, третьим по счёту (после диска Red Rose Speedway) составом группы. Некоторые критики даже считают Band on the Run сольной работой Пола Маккартни.
Бо́льшая часть материала альбома была записана в студии с 1 по 22 сентября 1973 года. 23 сентября группа вернулась обратно в Англию. В сентябре и октябре работа над альбомом была завершена на AIR-студии Джорджа Мартина (сам Джордж не принимал участие в работе). Была произведена окончательная обработка звуковых дорожек (overdubbing) и дописаны некоторые элементы звукового сопровождения: партии оркестра и саксофона. 7 декабря 1973 года состоялся его официальный релиз в Англии, и пластинка появилась на прилавках музыкальных магазинов.
Композиция «Helen Wheels», записанная в числе прочих в Лагосе, в Великобритании вышла отдельно как сингл. Однако в американском варианте она вошла в альбом седьмым треком. Это, собственно, и есть основное различие между британской и американской версиями.
Отдельная история у песни «Picasso’s Last Words (Drink to Me)» («Последние слова Пикассо, или Выпейте за меня»). В апреле 1973 года Пол с семьёй отдыхал на Ямайке и общался с известным актёром Дастином Хоффманом. Хоффман восхищался умением Маккартни сочинять песни, а тот твердил, что в этом нет ничего необычного, и мелодии приходят к нему «из воздуха». За пару дней до этого Хоффман пересказывал ему газетную статью об умершем недавно Пабло Пикассо. Тогда буквально за полчаса, вынув гитару из футляра, Пол сочинил песню о последних словах умирающего художника, со словами в куплете «Drink to me, drink to my health» («Выпейте за меня, выпейте за моё здоровье»). Затем группа пересмотрела несколько фильмов о Пикассо, составила для себя представление о его работе и попыталась записать песню «в стиле кубизма», подмешав в композицию отрывки из других песен альбома и хаотическую игру на жестянках, пока не получилась окончательная версия.

## Обложка
Работу по подготовке изображения для обложки альбома поручили фотографу Клайву Эрроусмиту. 28 октября 1973 года у кирпичной стены, окружающей один из лондонских парков (Osterley Park), состоялась фотосессия. Скрытая ирония состоит в том, что люди в тюремных робах, выхваченные лучом прожектора при попытке бегства, — это очень известные в Англии персоны (помимо Пола, Линды и Денни Лейна):
- Майкл Паркинсон (журналист)
- Кенни Линч (актёр)
- Джеймс Коберн (актёр)
- Клемент Фрейд (писатель, радиоведущий)
- Кристофер Ли (актёр)
- Джон Конти (боксёр)

Изображение обложки использовалось на концертах группы Wings (проецировалось в виде фона для исполнителей). Прямая отсылка на обложку диска содержится на плакате мультфильма «Мадагаскар» (2005).

## Стиль и критика
Композиции альбома относятся к самым разным жанрам и направлениям рок-музыки, демонстрируя все стороны музыкального дарования Пола Маккартни и в особенности талант яркого мелодиста. Альбом стал коммерческим успехом благодаря хитам, легко запоминающимся слушателям, и в то же время явлением, вошедшим в классику рок-музыки. В структуре и компоновке композиций явно просматриваются параллели с поздними альбомами The Beatles — White Album и Abbey Road.
Титульная композиция «Band on the Run» привлекает внимание слушателя необычной структурой, сменой темпа и стилей внутри одной песни. Она состоит из трёх частей. Первая часть исполняется в тональности ре мажор, после чего происходит модуляция в тональность ля минор (схожий приём был использован в песне The Beatles «Penny Lane»). Основная, третья часть композиции исполняется в тональности до мажор. Настроение побега и преследования, со сменой темпа от медленного к быстрому, метафорически передаёт тему, связанную с преследованием истеблишментом контркультуры, часто звучащую в композициях Маккартни.
Перетекающие одна в другую песни напоминают аналогичный стиль Abbey Road, где на второй стороне альбома песни без перерывов переходят одна в другую. Энергичные композиции «Jet» и «Mrs. Vanderbilt» уравновешены медленными «Let Me Roll It» (своеобразная трибьют-версия песни Джона Леннона «How Do You Sleep?») и «Mamunia», где акцент сделан на акустическое исполнение и вокал. «Picasso’s Last Words» имеет отчётливый налёт фолк-музыки. Финальная композиция — богато аранжированная, фортепианно-оркестровая композиция «1985», заканчивающаяся коротким повтором основной музыкальной темы первой песни.
При всех достоинствах музыкальной составляющей, критики отдельно отметили некоторые недостатки песенной лирики. Слова, которые, по замыслу автора, должны были донести до слушателя идею движения из неволи на свободу, не обременены смыслом. В них больше игры и напускной философии, чем истинной глубины. В лирике альбома отчётливо слышен личный мотив и проблемы Маккартни: переживания после распада The Beatles и поиски себя.

Совершенство альбома в том, что он построен на элементах, характерных для всего его периода творчества после распада The Beatles. Идеи, которые раньше разочаровывали своей недоработанностью, здесь приобрели законченные черты. Band on the Run — это не разрозненное собрание фрагментов песен (как Ram), не беспорядочная коллекция посредственных композиций (как Red Rose Speedway). Альбом великолепно исполнен и тщательно подобран, так что теперь никто не сможет обвинить Пола Маккартни в голом увлечении стилем.
Оригинальный текст (англ.). Its superiority derives from a subtle shifting and rearrangement of elements running through all of his post-Beatles music, a rounding out of ideas that had previously been allowed to stand half-baked, often embarrassingly so. Band on the Run is no collection of song fragments (McCartney, Ram), nor a collection of mediocre and directionless songs (Wings, Red Rose Speedway). Band on the Run is a carefully composed, intricately designed personal statement that will make it impossible for anyone to classify Paul McCartney as a mere stylist again.
— музыкальный критик журнала Rolling Stone Джон Ландау)

## Признание
Первые работы Маккартни эпохи после распада The Beatles получали смешанную и противоречивую реакцию музыкальной общественности. Но альбом 1973 года ждал серьёзный коммерческий и творческий успех. По мнению критиков, в Band on the Run Полу Маккартни удалось приблизиться к амбициозной задаче сравниться c популярностью The Beatles.
- 1974 — один из самых продаваемых альбомов в Великобритании в 1974 году (2-е место среди всех альбомов, всего было продано около 6 млн экземпляров)[19].
- 1974 — статус трижды платинового (triple platinum)[20].
- 1975 — премия «Грэмми» в номинации «Лучшее исполнение группы в стиле поп» (Best Pop Vocal Performance By A Duo, Group Or Chorus).
- 2012 — премия «Грэмми» в номинации «Лучший исторический альбом» (Best Historical Album).

В 2003 году вошёл в список 500 величайших альбомов по версии журнала Rolling Stone. С 27 июля 1974 года в течение семи недель занимал первую позицию в британских чартах (всего 124 недели находился в чартах). Две композиции альбома: «Helen Wheels» и «Jet» — выходили как синглы и также занимали высокие места в чартах.
Даже Джон Леннон, скептически относившийся к самостоятельному творчеству Пола, отозвался об альбоме «отличный альбом… хорошая работа» (a great album… good stuff (англ.)). Стивен Эрлевайн, критик музыкального ресурса AllMusic, отозвался об альбоме, как о «триумфальном».
Композиции альбома неоднократно выходили в кавер-версиях. Так, в 2007 году группа Foo Fighters исполнила кавер-версию песни «Band on the Run» на сборнике Radio 1. Established 1967 album.
Многие из песен альбома исполняются во время концертных выступлений Маккартни.

## CD версия
CD версия альбома с композициями, прошедшими ремастеринг, была выпущена 8 июня 1993 года. Содержание полностью соответствовало виниловой версии. 15 марта 1999 года вышла CD версия альбома под названием Band on the Run: 25th Anniversary Edition (специальное издание к 25-й годовщине). CD-версия включала два диска: 1-й диск повторял LP-вариант издания для США, 2-й диск содержал различные бонусные материалы, включающие также и концертное исполнение некоторых песен. Издание диска было посвящено памяти Линды Маккартни.

## Переиздание 2010 года
Альбом был переиздан 2 ноября 2010 года в качестве первого релиза Paul McCartney Archive Collection. Было выпущено несколько изданий:
- CD версия оригинального британского альбома.
- 2CD/1DVD: Специальное издание, включает бонусные материалы в дополнение к альбому.
- 2CD/2DVD: Специальное издание, продаётся только Best Buy, включает бонусные материалы в дополнение к альбому.
- 3CD/1DVD: Делюкс издание, включает бонусные материалы, которые были выпущены в честь 25-й годовщины выпуска альбома, а также 120-страничную книгу с фотографиями Линды Маккартни и Клайва Эрроусмита об истории альбома и дополнительные материалы.
- 2LP: Винил-ремастер, включает версии специального издания.
- Сингл-ремастер (эксклюзив Record Store Day) «Band on the Run» и «Nineteen Hundred and Eighty-Five».

| Диск 1 — Оригинальный альбом Оригинальные 9 треков. Диск 2 — Бонусные треки 1. «Helen Wheels» — 3:46 2. «Country Dreamer» — 3:08 3. «Bluebird» (из One Hand Clapping) — 3:27 4. «Jet» (из One Hand Clapping) — 3:56 5. «Let Me Roll It» (из One Hand Clapping) — 4:23 6. «Band on the Run» (из One Hand Clapping) — 5:13 7. «Nineteen Hundred and Eighty Five» (из One Hand Clapping) — 5:58 8. «Country Dreamer» (из One Hand Clapping) — 2:14 9. «Zoo Gang» — 2:01 Диск 3 — Бонусные материалы (только Делюкс-издании) Диск содержит бонусные материалы, выпущенный в 1999 году на втором CD диске в переиздании Band on the Run: 25th Anniversary Edition. | DVD 1. «Band on the Run» (music video) — 5:10 2. «Mamunia» (music video) — 4:52 3. Album promo — 7:52 4. «Helen Wheels» (music video) — 3:39 5. Wings in Lagos — 3:01 6. Osterley Park — 15:20 7. One Hand Clapping — 51:49: 1. «One Hand Clapping» 2. «Jet» 3. «Soily» 4. «C Moon» 5. «Little Woman Love» 6. «Maybe I’m Amazed» 7. «My Love» 8. «Bluebird» 9. «Let’s Love» (ранее не издавалась) 10. «All of You» (ранее не издавалась) 11. «I’ll Give You a Ring» 12. «Band on the Run» 13. «Live and Let Die» 14. «Nineteen Hundred and Eighty Five» 15. «Baby Face» Bonus DVD (Специальное издание, продаётся только Best Buy) 1. «Band on the Run» 2010 EPK — 8:31 2. «Jet» (Live in Good Evening, New York City) — 5:36 3. «Mrs. Vandebilt» (Live in Good Evening, New York City) — 5:13 4. «Band on the Run» (Live in Good Evening, New York City) — 5:36 Цифровые бонусные треки (Доступно только на сайте paulmccartney.com) 1. «No Words» (Live in Glasgow) — 2:56 2. «Band on the Run» (Live in Glasgow) — 6:57 |

## Популярность в СССР
Популярным альбом был даже в СССР, где записи The Beatles и Пола Маккартни официально почти не выпускались, но распространялись подпольно. Особой известностью пользовалась композиция «Mrs Vanderbilt», ставшая одной из самых популярных песен на советских танцплощадках.
В 1975 году на телеэкраны вышел музыкальный фильм «Бенефис Ларисы Голубкиной», где одной из центральных композиций стала обработка песни «Mrs Vandebilt» («Наша королева» или «Хоп-хей-хоп») в исполнении группы «Весёлые ребята».
В 1977 году фирма «Мелодия» выпустила сборник «Пол Маккартни и ансамбль „Wings“», представлявший собой английскую версию альбома за исключением заглавной композиции — вместо неё на диск была помещена не имеющая отношения к данному альбому композиция «Silly Love Songs». Оригинальное оформление альбома не было сохранено.
В 1991 году группа «Весёлые ребята» (в одноимённом альбоме) выпустила песню «Бродячие артисты», где также звучат мотивы песни «Mrs Vandebilt».

## Список композиций
Слова и музыка всех песен — Пол и Линда Маккартни, кроме № 7 (авторы — Пол Маккартни и Дэнни Лейн).
| №  | Название          | Длительность |
| -- | ----------------- | ------------ |
| 1. | «Band on the Run» | 5:10         |
| 2. | «Jet»             | 4:06         |
| 3. | «Bluebird»        | 3:22         |
| 4. | «Mrs Vandebilt»   | 4:41         |
| 5. | «Let Me Roll It»  | 4:47         |

| №   | Название                                           | Длительность |
| --- | -------------------------------------------------- | ------------ |
| 6.  | «Mamunia»                                          | 4:50         |
| 7.  | «No Words»                                         | 2:33         |
| 8.  | «Helen Wheels» (отсутствовала в британской версии) | 3:34         |
| 9.  | «Picasso’s Last Words (Drink to Me)»               | 5:50         |
| 10. | «Nineteen Hundred and Eighty-Five»                 | 5:27         |

## Участники записи
- Пол Маккартни — соло-гитара, ритм-гитара, бас-гитара, ударные, фортепиано, клавишные, перкуссия, ведущий вокал и бэк-вокал
- Линда Маккартни — клавишные, гармоника, бэк-вокал
- Дэнни Лейн — соло-гитара, ритм-гитара, бас-гитара, гармоника, бэк-вокал[1][26].

Также работали над диском:
- Хоу Кейси — саксофон
- Джинджер Бэйкер — перкуссия
- Реми Кебака — перкуссия
- Тони Висконти — оркестровка
- Ian Horn, Trevor Jones — бэк-вокал
- Джефф Эмерик — продюсер и инженер звукозаписи[1][26].